# Pseudophilautus femoralis
Pseudophilautus femoralis es una especie de rana de la familia Rhacophoridae.

## Distribución geográfica
Es endémica de Sri Lanka, en altitudes entre 1600 y 2135 m.
Esta especie se encuentra amenazada de extinción debido a la destrucción de su hábitat natural.